# Bolxie Manadixí
Bolxie Manadixí (en rus: Большие Манадыши; en èrzia: Покш Манадыши, Pokš Manadyši) és un poble de la República de Mordòvia, a Rússia, segons el cens del 2010 tenia 518 habitants. És la seu administrativa del districte homònim.